# Emil Lind
Emil Lind (Vienna, 14 agosto 1872 – Vienna, 7 aprile 1948) è stato un attore e regista austriaco.

## Biografia

### A teatro e al cinema
Originario di Vienna, iniziò la sua carriera nel 1891 come attore a Salisburgo. Dal 1892 ottenne una grande reputazione a Presburgo (oggi Bratislava), a seguire a Linz e un anno più tardi nella morava Troppau (oggi Opava). Dopo una breve visita a Reichenberg (oggi Liberec) nel 1895, Lind fece parte, dal 1896 al 1899, della compagnia del teatro cittadino di Brno. Dopo gli anni passati nella provincia imperiale e reale, l’artista si trasferì nel 1899 a Monaco di Baviera, per ricevere un ingaggio al teatro locale. Lavorò soprattutto sotto la direzione di Ignaz Georg Stollberg al Münchner Kammerspiele, dove rimase fino al 1904.
In quei primi anni, Lind interpretò in pezzi perlopiù moderni, il suo caratteristico personaggio: lo scheletrico viennese con il grande naso e i baffi folti e, più tardi negli anni, bianchi. Ebbe successo in pezzi come Das Vermächtnis, Die Macht der Finsternis (La potenza delle tenebre), Das andere Ufer und Der rote Hahn.
Nel 1904 andò a Berlino e lavorò al servizio di personalità quali i direttori di teatro Otto Brahm, Max Reinhardt, Victor Barnowsky e Heinz Saltenburg, come attore, regista e drammaturgo. Nell’egida di Reinhardt lavorò durante tutto il decennio anche come insegnante di recitazione al Deutsches Theater e andò in tournée a Vienna, New York e Duesseldorf.
Durante i suoi anni berlinesi, Emil Lind si vide impegnato in una serie di film muti, nei quali interpretò perlopiù ruoli secondari. Soprattutto il suo compatriota, il viennese Richard Oswald, ma anche Robert Wiene, Friedrich Fehér e Friedrich Zelnik, lo coinvolsero più volte in svariati lavori. Lind lavorò come regista e fece parte del comitato artistico per il film di Fehér Das graue Haus. Nel 1927 finì la sua carriera cinematografica e si impegnò come autore.

### Periodici
Durante le stagioni 1919/1920 e 1920/1921 pubblicò con Max Epstein a Berlino il periodico sul teatro e sulla cultura Freie deutsche Bühne foderato con il cartone blu.

### Lavoro sindacale e la ritirata forzata
A causa della presa del potere del nazionalsocialismo in Germania, Lind, ormai sessantenne, ritornò nel 1933 nella sua patria. Fu fino al 1914 socio del comitato di amministrazione del consorzio del palcoscenico tedesco e prestò servizio a questa istituzione dal 1927 come redattore del Der neue Weg. Alla sua morte nel 1948, Lind fu, insieme ad Albert Bassermann e Eduard von Winterstein, uno dei tre membri d’onore del consorzio.

## Filmografia
come attore
- 1913: Die Befreiung der Schweiz und die Sage vom Wilhelm Tell
- 1915: Und wandern sollst du ruhelos…
- 1916–1918: Es werde Licht!
- 1918: Dida Ibsens Geschichte
- 1918: Der Fluch des Nuri
- 1919: Die Prostitution
- 1919: Marodeure der Revolution
- 1919: Die Arche
- 1919: Die letzten Menschen
- 1920: Marionetten des Teufels
- 1920: Flachsmann als Erzieher
- 1922: Die höllische Macht
- 1923: I.N.R.I.
- 1926: Das graue Haus (regista e membro del comitato artistico)
- 1926: Überflüssige Menschen
- 1927: Mata Hari
- 1927: Bigamie
- 1927: Die Weber

## Letteratura
- Ludwig Eisenberg: Großes biographisches Lexikon der Deutschen Bühne im XIX. Jahrhundert. Casa editrice di Paul List, Lipsia 1903, S. 608, (Textarchiv – Internet Archive).
- Deutsches Bühnenjahrbuch 1933, a cura del Genossenschaft der Deutschen Bühnen-Angehörigen. S. 89.
- Wilhelm Kosch: Deutsches Theater-Lexikon. Biographisches und bibliographisches Handbuch, secondo volume, Klagenfurt/Vienna 1960, S. 1248 f.